# Santa Clara (Insel)
Die Insel Santa Clara (span.: Isla Santa Clara) ist die kleinere dritte Insel in der Gruppe der Juan-Fernández-Inseln im Pazifischen Ozean. Die Inselgruppe gehört politisch zu Chile und wird administrativ der chilenischen V. Region (Región de Valparaíso) zugeordnet.
Das etwa 1,5 km südlich vor der Westspitze der Robinson-Crusoe-Insel gelegene Eiland mit einer Fläche von rund 2,2 km² ist unbewohnt. Der höchste Punkt der Isla Santa Clara liegt auf 375 m über Meeresniveau.